# Antonio Enrique Lussón Batlle
Antonio Enrique Lussón Batlle (Santiago de Cuba, actual Provincia de Santiago de Cuba, Cuba, 5 de febrero de 1930- La Habana, 21 de septiembre de 2022) fue un militar y político cubano. Comandante de la Revolución cubana, General de División de las FAR y dirigente.

## Biografía

### Orígenes y primeros años
Antonio Enrique Lussón Batlle nació en la ciudad de Santiago de Cuba, actual Provincia de Santiago de Cuba, Cuba, el 5 de febrero de 1930. 
Fue el mayor de los hijos del matrimonio entre el campesino Antonio Lussón Laforcade, natural de Alto Songo, y la santiaguera Aurora Batlle Escrich, de donde nacieron diez hijos; seis hembras y cuatro varones. 
Estudió parte del bachillerato en el Colegio católico "La Salle". 

### Lucha armada
En su primera juventud, militó en el Partido Ortodoxo y se opuso al Golpe de Estado del 10 de marzo de 1952. 
Se unió al Ejército Rebelde en la Sierra Maestra en 1958, pasando a formar parte del II Frente Oriental "Frank País", encabezado por el entonces comandante Raúl Castro. Fue jefe la Columna 17 "Abel Santamaría" con los grados de capitán. Posteriormente, fue ascendido a comandante. 

### Vida militar y política tras 1959
Tras el triunfo de la Revolución cubana, en enero de 1959, ocupó varios cargos, tanto militares como civiles. El más importante de estos fue el de Ministro del Transporte, entre 1970 y 1980. 
Pasó por escuelas militares. Después de Girón le enviaron al Primer Curso de Oficiales en Matanzas, al concluir el mismo fue profesor de Táctica y fue uno de los principales jefes de las Tropas LCB contra los guerrilleros anticomunistas en la Sierra del Escambray. Después pasó la Escuela Superior de Guerra. Por sus méritos militares, fue ascendido a General de División de las FAR. 
Lussón cumplió su primera misión militar internacionalista en la Guerra de Angola, a partir del año 1982 y durante seis años y medio, siendo el primer jefe y fundador del “Frente Olivo” o Tropas Antiguerrilleras en el enfrentamiento contra la UNITA. 
A su regreso a Cuba, ya a finales del año 1988, resultó designado Jefe de las Tropas Especiales del MINFAR. En el año 2001, fue condecorado con la medalla de Héroe de la República de Cuba en 2001.Posteriormente, fue Vicepresidente del Consejo de Ministros entre los años 2010 hasta el 20 de noviembre de 2015 y también fue elegido Diputado a la Asamblea Nacional del Poder Popular. 
Falleció en La Habana el 21 de septiembre de 2022 a los 92 años.
| Predecesor: Faure Chomón Mediavilla | Ministro del Transporte de Cuba 1970-1980 | Sucesor: Guillermo García Frías |